# Res cottidianae

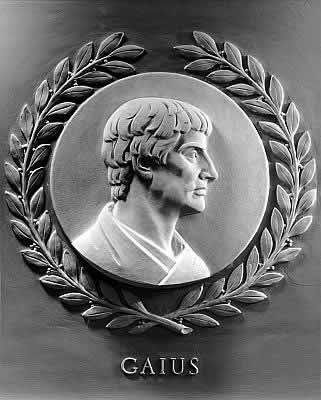
Ritratto di Gaio

Le Res cottidianae sono la seconda opera giuridica elementare attribuita a Gaio oltre alle più note Gai Institutiones.
La conoscenza di questa opera ci perviene esclusivamente tramite gli estratti utilizzati dai compilatori del Digesto e delle Institutiones giustinianee.
Il titolo completo era Gai rerum cottidianarum sive aureorum libri VII, ove aurea deve intendersi aurea dicta (e costituisce un'aggiunta posteriore di qualche estimatore di Gaio) e res cottidianae sono gli argomenti base dell'insegnamento giuridico. Cottidianus non va inteso come quotidiano, ma come usuale, comune, solito.
Probabilmente l'opera è una rielaborazione postclassica delle Istituzioni di Gaio ovvero una versione diversa della medesima raccolta di appunti da cui esse derivavano. Tali appunti, scritti dal maestro per i propri discepoli, ovvero raccolti direttamente dalla viva voce dell'insegnante, venivano pubblicati a cura dei discepoli e poi utilizzati nelle scuole di diritto, con possibilità di successivi rimaneggiamenti del testo.
L'esposizione del diritto civile nelle Res cottidianae è ordinata diversamente rispetto alle Istituzioni di Gaio con il diritto delle obbligazioni che segue immediatamente la proprietà e precede il diritto ereditario.
Pur essendo essenzialmente un'opera di rielaborazione delle Insitutiones di Gaio, le Res cottidianae introducono nel diritto obbligatorio un'importante innovazione rispetto ad esse: le fonti delle obbligazioni sono portate dalle due individuate da Gaio (contratto e delitto) a tre (contratto, delitto e altre figure). Giustiniano le porterà poi a quattro. Si tratta quindi di un'evoluzione del numero delle fonti che trova nelle Res il suo punto intermedio.